# Macrhybopsis marconis
Macrhybopsis marconis är en fiskart som först beskrevs av Jordan och Gilbert, 1886.  Macrhybopsis marconis ingår i släktet Macrhybopsis och familjen karpfiskar. Inga underarter finns listade i Catalogue of Life.